# Muzeum Etnograficzne w Belgradzie
Muzeum Etnograficzne w Belgradzie (serb. Etnografski muzej u Beogradu) – muzeum w Belgradzie gromadzące zbiory związane z tradycyjną kulturą materialną i niematerialną Serbii. Muzeum prowadzi badania naukowe grup etnicznych w regionie oraz działalność wydawniczą i popularyzatorską. Organizuje wystawy, warsztaty, wykłady i koncerty.

## Historia
Muzeum Etnograficzne powstało w 1901 poprzez wyodrębnienie Działu Etnografii z Muzeum Narodowego w Belgradzie. Koncepcję muzeum opracował historyk Stojan Novaković, sekretarz Serbskiego Towarzystwa Naukowego. Pierwszą stałą wystawę otwarto 20 września 1904, z okazji 100-lecia powstania serbskiego. W czasie I wojny światowej zniszczonych zostało wiele eksponatów muzealnych, ucierpiała również biblioteka. Po wojnie wznowiono prace terenowe, w celu pozyskania zabytków i uzupełnienia zbiorów. W 1920 otwarto ponownie bibliotekę. Do wybuchu II wojny światowej sporządzono na nowo inwentarz muzealny, a także utworzono nowe działy: folkloru muzycznego i ilustracji. W czasie II wojny światowej eksponaty zabezpieczono i wywieziono. Po II wojnie światowej siedzibą muzeum został budynek Giełdy Papierów Wartościowych w Belgradzie.
Od 1992 muzeum jest organizatorem Międzynarodowego Festiwalu Filmu Etnograficznego.
20 czerwca 2012 przy muzeum zainaugurowano działalność Centrum Niematerialnego Dziedzictwa Kulturowego Serbii. Centrum realizuje postanowienia Konwencji UNESCO o ochronie niematerialnego dziedzictwa kulturowego.

## Zbiory

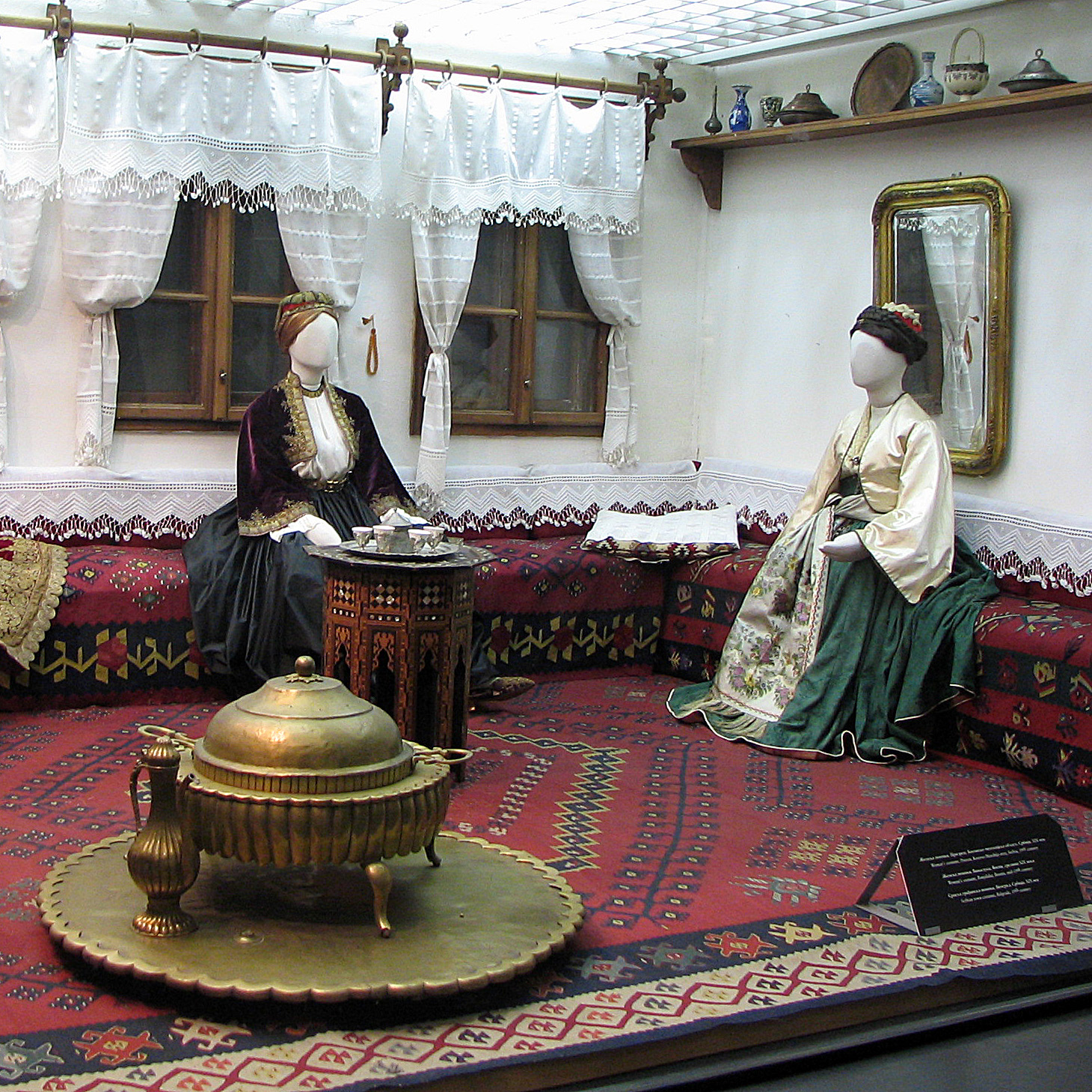
Fragment ekspozycji Muzeum Etnograficznego w Belgradzie

Muzeum liczy około 120 tys. eksponatów, z czego 50 tys. to zabytki etnograficzne. W 2001, w 100-lecie powstania muzeum, otwarto wystawę stałą Kultura ludowa Serbów XIX i XX wieku. Jest to ósma z kolei wystawa stała zorganizowana przez muzeum. Oprócz stałych ekspozycji muzeum zorganizowało kilkaset wystaw czasowych w kraju i za granicą.
Kolekcje muzealne obejmują między innymi: biżuterię, hafty i koronki, tkaniny, instrumenty muzyczne, przedmioty obrzędowe, wyroby ze szkła, przedmioty osobiste, stroje ludowe, ubiory miejskie, zabawki, dzieła sztuki, negatywy i fotografie. Muzeum gromadzi również przedmioty, urządzenia i narzędzia związane z prowadzeniem gospodarstwa domowego (na wsi i w mieście), hodowlą zwierząt, rzemiosłem, polowaniem, rybołówstwem i transportem. Osobną kolekcję stanowią makiety wiejskich budynków.
Oddziałem muzeum jest Dom Manaka, gdzie znajduje się ekspozycja tradycyjnych strojów ludowych i biżuterii regionu środkowych Bałkanów z XIX i pierwszej dekady XX wieku. 